# El Capitan (superkomputer)
Hewlett Packard Enterprise El Capitan – superkomputer o mocy obliczeniowej 1,7 EFLOPS, uruchomiony w 2024 roku w Lawrence Livermore National Laboratory w Livermore w USA. Oparty jest na architekturze Cray EX Shasta. El Capitan został najszybszym superkomputerem świata w 64. edycji TOP500 (listopad 2024). El Capitan jest trzecim systemem eksaskalowym wdrożonym przez Stany Zjednoczone, a jego głównym celem jest wsparcie programu kontroli arsenału nuklearnego amerykańskiej National Nuclear Security Administration.

## Konstrukcja
El Capitan wykorzystuje łącznie 43 808 procesorów AMD czwartej generacji EPYC 24C "Genoa" 24-rdzeniowych 1,8 GHz (1 051 392 rdzenie) oraz 43 808 układów graficznych AMD Instinct MI300A (9 988 224 rdzenie). MI300A składa się z 24 rdzeni CPU opartych na Zen4 oraz GPU opartego na CDNA3 zintegrowanych w jednej obudowie, wraz ze 128 GB pamięci HBM3.
El Capitan zajmuje 7500 stóp kwadratowych powierzchni, składa się z 87 szaf, a całkowita długość okablowania wynosi 145 km. 

## Historia
El Capitan został zamówiony w ramach inicjatywy CORAL-2 Departamentu Energii, mającej zastąpić Sierra, maszynę IBM/NVIDIA wdrożoną w 2018 roku. Trzy prototypy El Capitan – o nazwach rzVernal, Tioga i Tenaya – były na tyle wydajne, że znalazły się na liście superkomputerów TOP500 w czerwcu 2023 roku. rzVernal osiągnął 4,1 petaflopsa. Do 18 listopada 2024 roku El Capitan osiągnał pełną moc i został najszybszym superkomputerem świata, osiągając 1,742 eksaFLOPów.
Budowa superkomputera kosztowała 600 milionów dolarów. 